# 가난한 사람들
가난한 사람들(러시아어: Бедные люди 베드니예 류디[*])은 심리적 사실주의자 표도르 도스토옙스키의 처녀작이다. "인간을 인간답게 만드는 것은 무엇인가?", "인간에게 가장 가치 있는 것은 무엇인가?", "인간을 행복하게 하는 것은 무엇인가?" 도스토옙스키는 가난한 한 쌍의 남녀를 통해 아무리 비참한 상황이라도 사랑이 있으면 희망이 있으며 사랑을 잃으면 곧 모든 것을 잃는 것이라는 점을 설파하고 있다.
도스토옙스키의 처녀작인 ≪가난한 사람들≫이 세상에 나왔을 때, 비평가들은 “새로운 고골”이 등장했다고 뜨거운 박수와 함께 이 작품을 반겼다. 벨린스키는 찢어지게 가난하고 불쌍한 사람들의 사랑과 고통 그리고 파멸은 사회적인 불평등과 여러 가지 사회악적 요소들을 드러내기에 아주 적절한 주제라고 생각했으며, 이 작품을 사회 비판적인 작품이라고 평가했다. 그러나 도스토옙스키의 방점은 사회적 문제로서의 “가난”이 아닌 “사람”에 있었다. 도스토옙스키는 이 작품을 통해 가난한 사람의 심리, 즉 가난이 사람의 심리에 끼치는 여러 가지 영향들에 오히려 더 많은 관심을 두었다.
≪가난한 사람들≫을 통해 도스토옙스키는 사실주의 문학의 본질적 관심사라고도 할 수 있는 사회적 약자의 문제와 가난을 다루고 있으나, 그 주제를 사회적 관점으로만 보여 준 것이 아니고, 인본주의적 관점에서, 또 가난한 자의 심리적 차원에서 다루고 있다. 테마는 고골로부터 가져왔지만, 그것을 전혀 다른 관점에서 창의적으로 재해석해, 주인공 제부시킨은 선조 아카키를 훨씬 뛰어넘는 존재가 되었다. 제부시킨을 통해 작가는 사람이 사람일 수 있는 이유는 다른 인간에 대한 실천적인 사랑임을 보여 주었고, 이런 실천적이고 희생적인 사랑의 테마는 도스토옙스키의 전 작품을 관통하는 주제가 된다.
도스토옙스키는 가난한 사람들을 등장시켜 사회문제 등 불편한 감정을 직접적으로 표출하기보다는 그들의 내면에서 일어나는 사랑, 행복, 가난과 박탈감, 소외감, 콤플렉스 등을 추상적이지도 과격하지도 않게 구체적인 서사로 표현해 내었다. 편지라는 형식을 통해 두 화자의 목소리를 분명히 전달하면서도, “시사성”을 뛰어넘어 가난이 가난한 사람의 삶, 상황, 감정, 심리에 끼치는 여러 가지 영향에 대한 근본적이면서도 보편적인 문제를 제기하고 있다. 가난과 부의 문제, 이것은 인류가 지상에 존재하는 한 지고 가야 할 난제다.

## 벼랑 끝에 선 사람들
이렇듯 작가가 염두에 둔 인간 심리의 문제를 가장 잘 보여 주기 위해서 인물들은 항상 극단적인 상황에 처하게 된다. 도스토옙스키의 주요 인물들을 한마디로 표현하자면 벼랑 끝에 선 사람들이다. 여러 가지 이유로 그들은 육체적인 삶과 죽음, 정신적인 구원과 파멸의 경계선 상에 있다. 도스토옙스키의 최초의 작품인 ≪가난한 사람들≫에서 경계선을 결정짓는 것은 제목에도 나와 있듯이 “가난”이다. 한 편지 속에서 주인공 제부시킨은 극빈에 처한 자신의 처지를 “가느다란 실오라기 하나에 매달려 있는 것 같은” 삶이라고 표현했다. 언제 끊어질지 모르는 가느다란 실오라기 끝에 매달린 위태위태한 삶을 살아가는 사람들에게 미래에 대한 전망이 있을 리 없다. 그들에게는 오로지 언제 무슨 일이 생기지나 않을까 하는 불안감만이 있을 뿐이다.

## 왜 외투인가? 왜 신발인가? – 고골의 [외투]와의 연관성 및 그것의 극복
고골의 ≪외투≫에서는 아카키 아카키예비치라는 가난한 하급 관리가 겨울을 맞아 새로운 외투를 장만해야 하는 상황에서부터 이야기가 시작된다. 영하 20∼30도를 오르내리고 “나무가 얼어 터지는” 페테르부르크의 기나긴 겨울을 나야 하는 사람들에게, 외투와 신발은 생존의 문제가 된다. 작품 속에서 외투와 신발에 대한 이야기가 지속적으로 반복되는 이유 중의 하나는 그것은 페테르부르크에서 살아남기 위해서 갖추어야 할 가장 기본적인 물건들이기 때문이다. 페테르부르크의 겨울을 나야 하는 이들에게 외투와 신발의 부재는 곧 죽음을 의미한다.
그렇다면 왜 그토록 신발에 대한 많은 언급들이 있는 것일까? 제부시킨은 구멍이 숭숭 뚫린 자신의 신발에 편집증적일 정도로 많은 신경을 쓴다. 신발은 ≪외투≫의 주인공 아카키 아카키예비치와 ≪가난한 사람들≫의 주인공 제부시킨의 사회적인 지위와 계급 사다리에서 9등관이 갖는 위치의 상징이 된다. 바로 제부시킨 자신이 된다. 그것은 페테르부르크 사람으로서의 생을 위한 필수품이고, 제부시킨에게는 인간의 존엄성에 대한 상징이자 자기 자신의 분신이다.